# U 20
U 20 var en tysk ubåd, der blev søsat den 18. december 1912 på værftet i Danzig, i dag Gdańsk. Ubåden indgik i Kaiserliche Marine.
Det var en dobbeltskroget, oceangående ubåd, der var blandt de første undervandsbåde med dieselmotorer. 
U 20's aktionsområde lå i Atlanterhavet vest for England og Irland. I december 1914 blev kaptajn Walther Schwieger chef for ubåden. Han nåede som chef for U 20 at sænke 36 skibe med en samlet tonnage på 144.300 tons, heraf det 31.550 tons tunge passagerskib RMS Lusitania i 1915.
U 20 endte sine dage med en grundstødning ved den jyske vestkyst ved Harboøre kyst ud for Vejlby 4. november 1916 ved ca. 22-tiden. Her blev den sprængt dagen efter lidt over kl. 12 af bådens egen besætning, idet man lod en af bådens torpedoer eksplodere inde i selve ubåden.
I 1925 besluttede Marineministeriet, at vraget af U 20 skulle bortsprænges af hensyn til navigationssikkerheden, som det hed sig, og med hjælp fra 600 kg sprængstof lykkedes det at fjerne de historiske rester fra havets overflade.
I dag kan flere effekter fra ubåden beses på Sea War Museum i Thyborøn, herunder en 88 mm kanon.

## Tekniske data
U 20 vejede 650 tons, med last 837 tons, heraf 87 tons brændstof. Den var 50,50 m lang, 4,05 m bred og havde en dybgang ved overfladesejlads på 3,58 m, ved periskopdybde på 8,10 m
Den havde MAN dieselmotorer på 1.200 hk og 2 bronzeskruer. Dens overfladefart var på 15,4 knob og i neddykket tilstand 9,5 knob. Den havde en rækkevidde på 7.600 sømil og en dykkedybde på 50 m. 
U 20's armering bestod af fire 50 cm torpedorør og en 88 mm kanon. Besætningen bestod af 35 mand. 
| Militær | Spire Denne artikel om militær er en spire som bør udbygges. Du er velkommen til at hjælpe Wikipedia ved at udvide den. |

56°33′N 8°08′Ø / 56.55°N 8.13°Ø